# Густаво Маркассіо
Густа́во Марка́ссіо (ісп. Gustavo Marcaccio; нар. 3 травня 1977) — колишній аргентинський тенісист. Найвищу одиночну позицію світового рейтингу — 284 місце досяг 19 квітня 2004, парну — 240 місце — 22 березня 2004 року.

## Фінали ATP Челленджер і ITF Ф'ючерс

### Одиночний розряд: 6 (5–1)
| Легенда              |
| -------------------- |
| ATP Челленджер (0–0) |
| ITF Ф'ючерс (5–1)    |

| Фінали за покриттям |
| ------------------- |
| Тверде (4–0)        |
| Ґрунт (1–1)         |
| Трава (0–0)         |
| Килим (0–0)         |

| Результат | В-П | Дата     | Турнір                      | Рівень  | Покриття | Суперник           | Рахунок            |
| --------- | --- | -------- | --------------------------- | ------- | -------- | ------------------ | ------------------ |
| Перемога  | 1–0 | Сер 2000 | Аргентина F10, Буенос-Айрес | Ф'ючерс | Ґрунт    | Хуан Пабло Гусман  | 6–1, 6–7(5–7), 7–5 |
| Перемога  | 2–0 | Лют 2001 | Куба F1, Гавана             | Ф'ючерс | Тверде   | Амір Хадад         | 6–2, 6–2           |
| Перемога  | 3–0 | Вер 2003 | Мексика F14, Керетаро       | Ф'ючерс | Тверде   | Алехандро Ернандес | 6–7(6–8), 6–2, 6–4 |
| Перемога  | 4–0 | Жов 2003 | Мексика F15, Коацакоалькос  | Ф'ючерс | Тверде   | Андрес Педросо     | 6–3, 6–2           |
| Перемога  | 5–0 | Жов 2003 | Мексика F18, Сьюдад Обрегон | Ф'ючерс | Тверде   | Лукас Енжіл        | 7–6(7–4), 6–3      |
| Поразка   | 5–1 | Вер 2004 | Болівія F1, Ла-Пас          | Ф'ючерс | Ґрунт    | Карлос Саламанка   | 2–3 ret.           |

### Парний розряд: 22 (13–9)
| Легенда              |
| -------------------- |
| ATP Челленджер (0–3) |
| ITF Ф'ючерс (13–6)   |

| Фінали за покриттям |
| ------------------- |
| Тверде (2–2)        |
| Ґрунт (11–7)        |
| Трава (0–0)         |
| Килим (0–0)         |

| Результат | В-П  | Дата     | Турнір                                           | Рівень     | Покриття | Партнер                | Суперники                               | Рахунок            |
| --------- | ---- | -------- | ------------------------------------------------ | ---------- | -------- | ---------------------- | --------------------------------------- | ------------------ |
| Перемога  | 1–0  | Жов 1999 | Парагвай F1, Асунсьйон                           | Ф'ючерс    | Ґрунт    | Патрісіо Руді          | Ігнасіо Гонсалес-Кінг Едгардо Масса     | 6–3, 6–1           |
| Перемога  | 2–0  | Сер 2000 | Аргентина F10, Буенос-Айрес                      | Ф'ючерс    | Ґрунт    | Патрісіо Руді          | Гільєрмо Каррі Дієґо Крістін            | 3–6, 6–1, 6–1      |
| Перемога  | 3–0  | Вер 2000 | Перу F2, Ліма                                    | Ф'ючерс    | Ґрунт    | Патрісіо Руді          | Мігель Міранда Хуан-Феліпе Яньєс        | 7–6(7–3), 0–6, 6–0 |
| Перемога  | 4–0  | Жов 2000 | Болівія F2, Кочабамба                            | Ф'ючерс    | Ґрунт    | Патрісіо Руді          | Родольфо Даруйч Крістіан Вільяґран      | 6–1, 6–2           |
| Поразка   | 4–1  | Жов 2000 | Колумбія F1, Богота                              | Ф'ючерс    | Ґрунт    | Патрісіо Руді          | Джованні Лапентті Рубен Торрес          | 5–7, 0–2 ret.      |
| Поразка   | 4–2  | Кві 2001 | Бразилія F1, Ріо-де-Жанейро                      | Ф'ючерс    | Ґрунт    | Патрісіо Руді          | Енцо Артоні Хуан Пабло Гусман           | 6–4, 2–6, 1–6      |
| Поразка   | 4–3  | Чер 2001 | Італія F5, Павія                                 | Ф'ючерс    | Ґрунт    | Хуан-Маріано Перельйо  | Фабіо Коланджело Потіто Стараче         | 1–6, 1–6           |
| Поразка   | 4–4  | Сер 2001 | Бразиліа, Бразилія                               | Челленджер | Ґрунт    | Патрісіо Руді          | Гастон Етліс Леонардо Ольгін            | 4–6, 4–6           |
| Перемога  | 5–4  | Жов 2001 | Колумбія F2, Богота                              | Ф'ючерс    | Ґрунт    | Патрісіо Руді          | Патрісіо Руді Рогір Вассен              | без гри            |
| Поразка   | 5–5  | Бер 2002 | Мексика F1, Четумаль                             | Ф'ючерс    | Тверде   | Патрісіо Руді          | Бруно Ечагарай Сантьяго Гонсалес        | 6–1, 1–6, 0–6      |
| Поразка   | 5–6  | Чер 2002 | Португалія F1, Лісабон                           | Ф'ючерс    | Ґрунт    | Бернардо Мота          | Яспер Сміт Фред Геммес мол.             | 6–1, 6–7(1–7), 2–6 |
| Перемога  | 6–6  | Вер 2002 | Нідерланди F2, Алфен-ан-ден-Рейн (муніципалітет) | Ф'ючерс    | Ґрунт    | Оскар Ернандес Перес   | Мелвін оп дер Гейде Мелле ван Ґемерден  | 6–2, 6–3           |
| Поразка   | 6–7  | Жов 2002 | Чилі F6, Сантьяго                                | Ф'ючерс    | Ґрунт    | Патрісіо Аркес         | Серхіо Еліас-Мусалем Альваро Лойола Рус | 3–6, 4–6           |
| Перемога  | 7–7  | Чер 2003 | Франція F11, Тулон                               | Ф'ючерс    | Ґрунт    | Бріан Дабуль           | Едуар Роже-Васслен П'єррік Їсерн        | 6–4, 7–6(7–4)      |
| Перемога  | 8–7  | Сер 2003 | Аргентина F2, Буенос-Айрес                       | Ф'ючерс    | Ґрунт    | Енцо Артоні            | Хуан-Мартін Арангурен Матіас де Хенаро  | 4–6, 6–2, 6–3      |
| Перемога  | 9–7  | Вер 2003 | Аргентина F3, Буенос-Айрес                       | Ф'ючерс    | Ґрунт    | Патрісіо Руді          | Карлос Берлок Бріан Дабуль              | 5–7, 6–4, 6–3      |
| Перемога  | 10–7 | Жов 2003 | Мексика F18, Сьюдад Обрегон                      | Ф'ючерс    | Тверде   | Бруно Ечагарай         | Роналду Карвалю Лукас Енжіл             | 6–4, 3–6, 7–5      |
| Перемога  | 11–7 | Лис 2003 | Аргентина F6, Буенос-Айрес                       | Ф'ючерс    | Ґрунт    | Андрес Шнейтер         | Дієго дель Ріо Себастьян Прієто         | 6–2, 6–7(2–7), 6–4 |
| Перемога  | 12–7 | Лис 2003 | Уругвай F1, Монтевідео                           | Ф'ючерс    | Тверде   | Патрісіо Руді          | Себастьян Декуд Дієго Гартфілд          | 6–4, 6–4           |
| Перемога  | 13–7 | Січ 2004 | Сальвадор F1, Сан-Сальвадор                      | Ф'ючерс    | Ґрунт    | Дієго Гартфілд         | Лукас Енжіл Марсіу Торріс               | 6–0, 6–2           |
| Поразка   | 13–8 | Бер 2004 | Богота, Колумбія                                 | Челленджер | Ґрунт    | Дієґо Веронельї        | Себастьян Кінтеро Оскар Родрігес-Санчес | 3–6, 4–6           |
| Поразка   | 13–9 | Лис 2004 | Пуебла, Мексика                                  | Челленджер | Тверде   | Мігель Гальярдо Вальєс | Алехандро Ернандес Сантьяго Гонсалес    | 3–6, 4–6           |